# Bandeira do Território Britânico do Oceano Índico

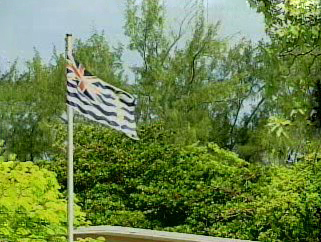
Bandeira hasteada em Diego Garcia

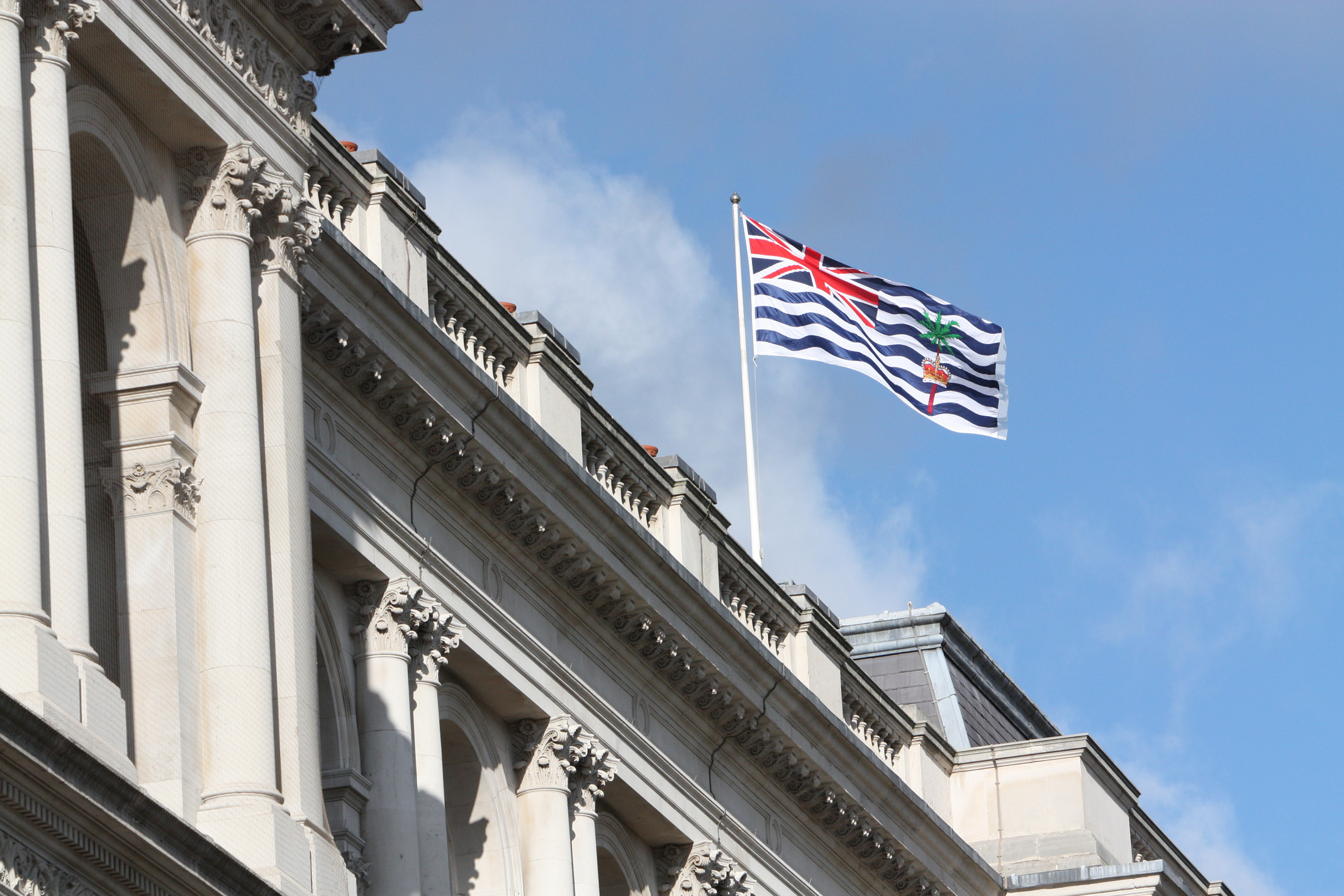
A bandeira do território tremulando no edifício do Ministério das Relações Exteriores em Londres

A bandeira do Território Britânico do Oceano Índico é um dos símbolos oficiais do território. A rigor, é apenas a bandeira do comissário, que é o representante local que representa a soberania britânica.

## História
A bandeira foi concedida por sua majestade a rainha Elizabeth II, no 25º aniversário do BIOT em 1990.

Bandeira usada em 1990 no qual a coroa de Santo Eduardo não tem forro vermelho

## Características
Seu desenho consiste em um retângulo de proporção comprimento-largura de 2:1. É um pavilhão Britânico branco com seis linhas azuis onduladas com uma palmeira de oito palmas sobreposta em seu caule por uma Coroa de Santo Eduardo amarelo-ouro com um forro vermelho no batente (lado direito). O azul da bandeira é o Pantone 281C, e o vermelho, 186C.
| Cor | Sistema Pantone | CMYK        | RGB           | Hex     |
| --- | --------------- | ----------- | ------------- | ------- |
|     | Branco          | 0.0.0.0     | 255, 255, 255 | #FFFFFF |
|     | Azul 281C       | 100.78.0.57 | 0, 32, 91     | #00205B |
|     | Vermelho 186C   | 0.100.80.5  | 200, 16, 46   | #C8102E |

## Simbolismo
É uma bandeira semelhante à de outros pavilhões e dependências das colônias britânicas, uma vez que tem a bandeira da União no canto superior retângulo. A palmeira é um símbolo do Território do Oceano Índico. A coroa simboliza a soberania Britânica.
A origem ou significado do ondulado das linhas é controversa, bem como a sua existência é uma ruptura com a prática tradicional das bandeiras de colônias ou ex-colônias britânicas. Numa versão, embora não oficialmente descritas, as seis listras azuis representam os seis principais atóis do arquipélago com ilhas emersas permanentemente: Diego Garcia (Diego Garcia e 3 ilhéus mais a norte), Ilhas Egmont ou Seis Ilhas (7 ilhas), Peros Banhos (27 ilhas), Ilhas Salomão (11 ilhas), Grande Banco de Chagos (7 ilhas), Recife Blenheim (3 ilhas) Em outra versão, as linhas onduladas azuis e brancas representam as águas do Oceano Índico.

A palmeira é um símbolo do território e do Oceano Índico
A Coroa de Santo Eduardo é um símbolo heráldico que remete à Coroa britânica
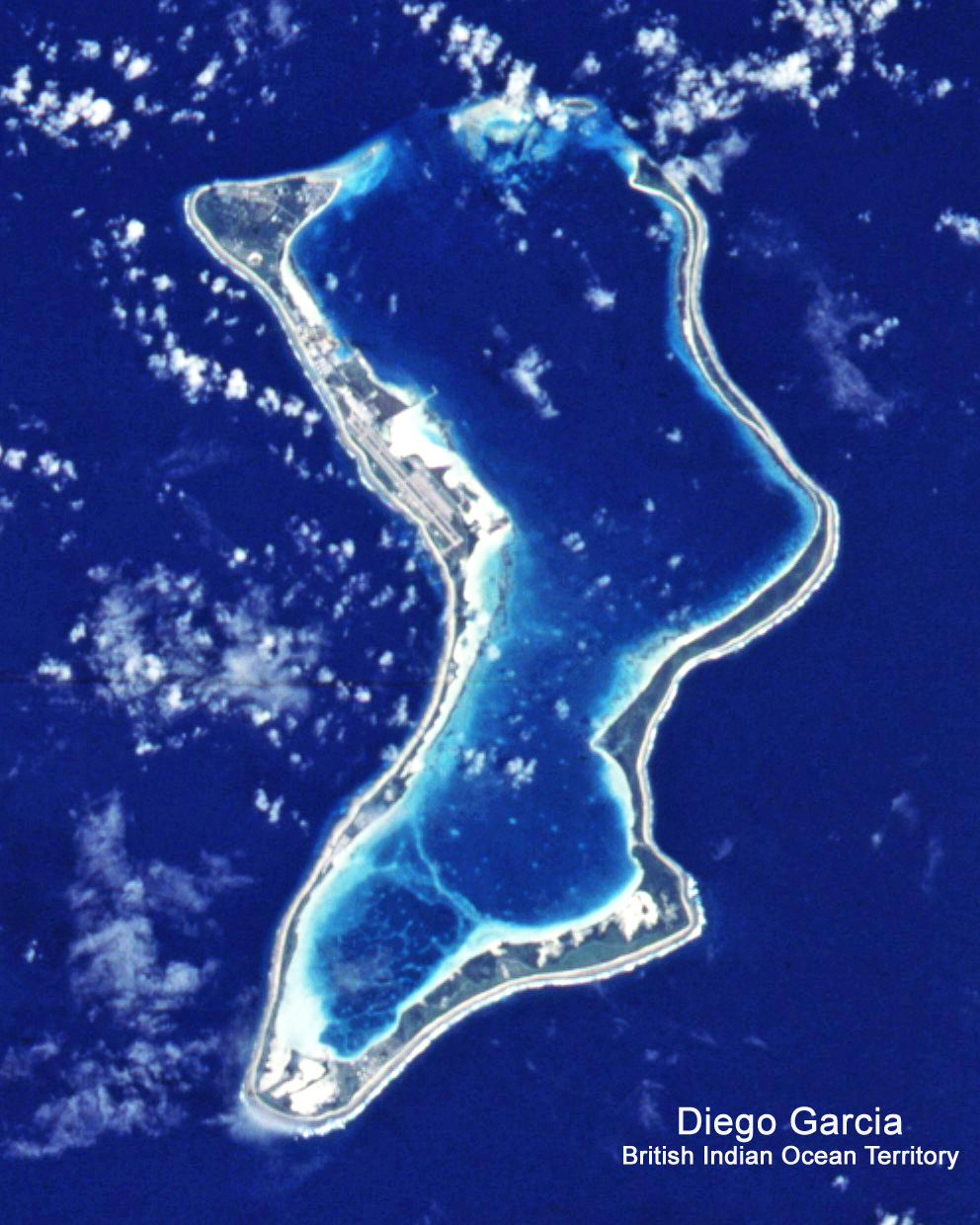
Atol de Diego Garcia. As ondas da bandeira representam os seis atóis que compõem o arquipélago